# Mark Eden
Pour les articles homonymes, voir Eden.
Mark Eden est un acteur britannique né le 14 février 1928 à Londres (Royaume-Uni) et mort dans la même ville le 1er janvier 2021.

## Biographie
Mark Eden est né à Londres et a reçu peu d'éducation. Enfant, il a passé presque deux ans dans un sanatorium. Cependant, ayant été introduit à la bibliothèque par un enseignant, il a lu les classiques littéraires, y compris Shakespeare. Il a quitté l'école à 14 ans et a travaillé pour les forains.

## Filmographie
- 1958 : Quatermass and the Pit (série télévisée) : Second Journalist
- 1961 : Chapeau melon et bottes de cuir, Alec Nicholson
- 1962 : Operation Snatch : Mosquito Pilot
- 1962 : La Chambre indiscrète (The L-Shaped Room) de Bryan Forbes : Terry
- 1962 : Mot de passe : courage
- 1963 : Le Saint (série télévisée) : Le Millionnaire invisible (saison 2 épisode 22) : Bertrand Tamblin
- 1963 : The Partner : Richard Webb
- 1963 : Blind Corner : Mike Williams
- 1963 : Dimensions of Fear (série télévisée) : Dr Leosser
- 1963 : Heavens Above! : Sir Geoffrey Despard
- 1964 : Game for Three Losers : Oliver Marchant
- 1964 : Doctor Who (série télévisée) : épisode Marco Polo : Marco Polo
- 1964 : Catch Hand (série télévisée) : Johnny Rich
- 1964 : Le Rideau de brume : Mr. Clayton
- 1965 : Les Filles du plaisir (The Pleasure Girls) : Prinny
- 1965 : Docteur Jivago : Engineer at dam
- 1966 : Play to Win (TV)
- 1966 : The World In Silence (TV) : Stephen Kershaw
- 1967 : St. Ives (TV) : Alain
- 1967 : Qu'arrivera-t-il après ? (I'll Never Forget What's'isname) : Kellaway
- 1968 : Murder: A Professional Job (TV) : David Hope
- 1968 : La Maison ensorcelée (Curse of the Crimson Altar) : Robert Manning
- 1968 : Attaque sur le mur de l'Atlantique (Attack on the Iron Coast) : Lt. Cmdr. Donald Kimberly
- 1968 : Crime Buster (série télévisée) : Ray Saxon
- 1970 : Beyond Belief (série télévisée)
- 1971 : Nobody Ordered Love : Charles
- 1972 : Lord Peter et le Bellona Club (The Unpleasantness at the Bellona Club) (feuilleton TV) : Detective Inspector Parker
- 1972 : Trop de témoins pour Lord Peter (Clouds of Witness) (feuilleton TV) : Det. Supt. Charles Parker
- 1973 : Murder Must Advertise (feuilleton TV) : Chief Inspector Parker
- 1974 : The Nine Tailors (feuilleton TV) : Chief Inspector Parker
- 1974 : La Vie secrète d'Edgar Briggs (The Top Secret Life of Edgar Briggs) (série télévisée) : Spencer
- 1976 : Fern, the Red Deer : Mr. Pollard
- 1977 : Jésus de Nazareth (feuilleton TV) : Quartus
- 1977 : Poldark II (feuilleton TV) : St. John Peter
- 1980 : Richard's Things : Richard Morris
- 1980 : Coronation Street (série télévisée) : Wally Randle (1981) / Alan Bradley (1986-1989)
- 1984 : Sorrell and Son (feuilleton TV) : Oscar Wilde
- 1985 : Claudia : Larry
- 1985 : The Detective (feuilleton TV) : Superintendant Wilf Penfield
- 1993 : Hercule Poirot (série télévisée, saison 5, épisode 6 : La Boîte de chocolats) : commissaire Boucher